# Lurago Marinone
Lurago Marinone (Lüraach in dialetto comasco, AFI: /lyˈraːk/) è un comune italiano di 2 592 abitanti della provincia di Como in Lombardia.

## Geografia fisica
Lurago Marinone si trova ai margini del Parco della Pineta di Appiano Gentile e Tradate, circa 18 km a sud-ovest di Como e 30 km a nord-ovest di Milano.

## Storia
Il nome del paese deriva con buona probabilità dal fiume Lura, che una volta ne attraversava il territorio, e dall'antica famiglia dei Marinoni tuttora presente numerosa nel comune. Tradizione vuole che anche san Natale, arcivescovo di Milano nell'VIII secolo, sia originario del paese.

### Antichità e Medioevo
Alcuni scavi effettuati all'esterno dell'antica chiesa di San Giorgio hanno riportato alla luce massi avelli, tombe e alcuni oggetti romani databili al I secolo a.C..
Il paese appartenne al Contado del Seprio. Un'iscrizione recante la data 1216 è visibile nell'antica parrocchiale di San Giorgio, ma il comune è citato anche in alcuni documenti anteriori al Duecento. Il fatto che la piccola chiesa risalga in parte al VII secolo suggerisce però un'origine ben più remota nel tempo. Inoltre alcuni scavi archeologici all'esterno dell'edificio hanno fatto rinvenire un blocco di pietra raffigurante fattezze umane, che si suppone risalente a oltre il 2000 a.C.
Il nucleo originario di Lurago era situato proprio sulle colline attorno all'antica parrocchiale; solo nel XV secolo l'abitato si espanse nella zona pianeggiante. Il paese era sede di un castello, distrutto dai Milanesi nel 1284 secondo una notizia non verificabile. Il complesso divenne residenza della famiglia Carcano almeno dal 1574. Tra le tracce rimaste vi è un glorioso portale con arco a tutto sesto risalente al XV secolo ora inglobato negli edifici di più recente costruzione. Il luogo dove sorgeva la fortificazione è oggi occupato dall'ottocentesca Villa Adele ed è tradizionalmente noto col toponimo di Castell.
Gli Statuti delle acque e delle strade del contado di Milano fatti nel 1346 riportano “el locho di Luyrà d’i Marinoni” come una delle località che, all'interno della pieve di Appiano, ha in carico la manutenzione della cosiddetta "strata da Bolà".
A fine Trecento Lurago, seguendo le sorti del Milanese, divenne parte del Ducato di Milano fino all'epoca napoleonica.

### Età moderna e contemporanea
Nel 1574 il cardinale Carlo Borromeo, in visita pastorale, ordinò la costruzione di una nuova chiesa che sorse al posto dell'oratorio della Madonna di San Rocco. La nuova parrocchiale di San Giorgio fu completata solo sul finire del XVII secolo.
Sempre inserito nella pieve di Appiano fino al XVIII secolo, nel 1650 il comune di Lurago Marinone fu infeudato da Alfonso Del Rio Noriega. In seguito, il feudo di Lurago fu oggetto di numerosi passaggi di mano, fino a quando passò ai Litta.
A partire dal 1715 il vescovo di Tortona Giulio Resta costruì l'oratorio della Beata Vergine lungo la strada che conduceva a Limido Comasco e rinnovò un edificio preesistente rendendolo un sontuoso palazzo con giardino all'italiana. Alla sua morte, avvenuta nel 1743, tutti i beni di proprietà di mons. Resta passarono alla famiglia Litta e nel 1810 ai fratelli Antonio e Pompeo Litta Biumi: il primo fu per anni primo deputato del paese mentre il secondo si distinse come storico, patriota e uomo politico nell'Italia del Risorgimento. Una discendente di Antonio, Carolina Litta Rusca, fu cofondatrice dell'asilo infantile: a lei è dedicata una delle vie principali del paese.
Nel 1751 il territorio comunale di Lurago Marinone si estendeva già ai cassinaggi di Mirasole, Restina e San Giorgio.
Quando nel 1786 la Lombardia austriaca fu divisa in province, Lurago Marinone seguì il destino della pieve di Appiano all'interno della neonanta Provincia di Gallarate.
Un decreto di riorganizzazione amministrativa del Regno d'Italia napoleonico datato 1807 sancì l'annessione di Lurago Marinone da parte del comune Guanzate. L'aggregazione fu tuttavia abrogata con la Restaurazione, quando il comune di Lurago Marinone venne ricostituito come entità comunale autonoma ma spostata nella provincia di Como.

### Simboli
Lo stemma è stato approvato con delibera del consiglio comunale del 17 ottobre 1931 e concesso con regio decreto del 24 maggio 1937.
Il castello ricorda quello distrutto dai milanesi nel 1284 che sorgeva sulla sommità di una collina.
Il levriero è l'insegna dei Marinoni, da cui il paese prese il nome; nel capo è ripreso l'emblema della famiglia Litta (scaccato di oro e di nero).
Il gonfalone, concesso con D.P.R. dell'11 aprile 1986, è un drappo troncato di rosso e di giallo.

## Monumenti e luoghi d'interesse

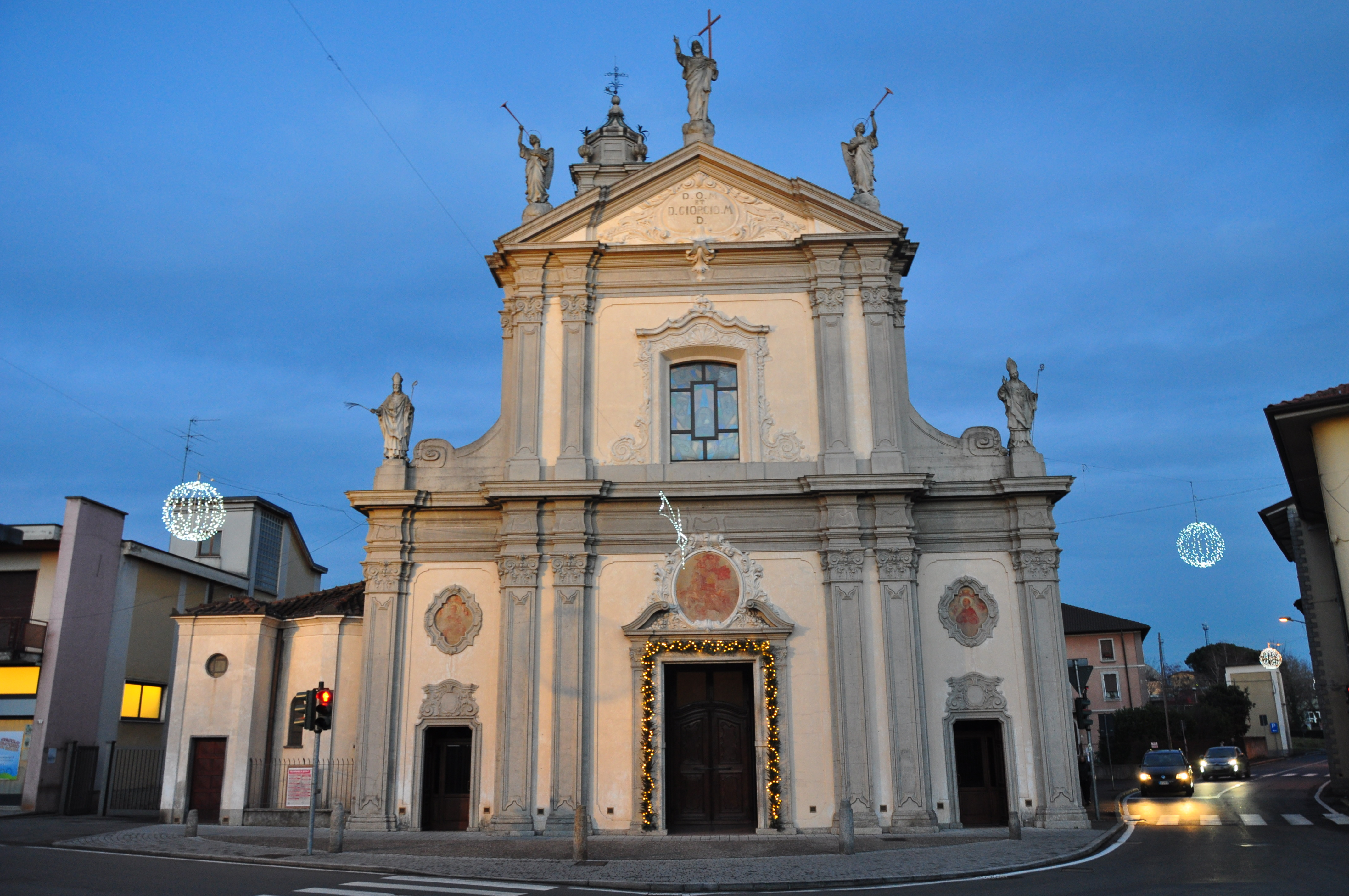
Facciata della chiesa parrocchiale di San Giorgio Martire

### Architetture religiose
- Antica chiesa di San Giorgio[11] (VII secolo[12]), costruita su un precedente tempio pagano e rimaneggiata più volte nel corso dei secoli[13]. Al suo interno conserva affreschi raffiguranti, tra i vari soggetti, Urbano V[4][12], una Crocifissione e un Cristo Pantocratore[13]. Alcuni degli affreschi sono databili tra i secoli XV e XVI[13].
- Chiesa parrocchiale di San Giorgio, completata nella seconda metà XVII secolo[14] ma iniziata su impulso dell'arcivescovo milanese Federico Borromeo.[4] La chiesa fu oggetto di un vasto numero di rimaneggiamenti nel corso del tempo. Dal 1681 una cappella laterale ospita le spoglie del martire paleocristiano san Valentino, traslate a Lurago dalle catacombe romane di Priscilla[4].
- Oratorio della Beata Maria Vergine (XVIII secolo)[15]
- Oratorio di San Bernardo (già appartenuto agli Umiliati) e oratorio di San Rocco, entrambi attestati durante le visite pastorali di Federico Borromeo[4].

### Architetture civili

#### Palazzo Litta Biumi Resta
Palazzo (o Villa) Litta Biumi Resta (XVIII secolo), nel 1815 appartenuto a Pompeo Litta Biumi, è un complesso con pianta a "U" aperta verso un cortile che si fa notare per la settecentesca struttura di rinforzo delle colonne. Settecentesco è anche il portale che, dalla strada, conduce allo stesso cortile.
Già esistente nel Seicento, il palazzo fu restaurato nel 1715 dalla famiglia dei Resta, la quale nel 1749 cedette la proprietà ai Litta che, in quegli anni, avevano in concessione feudale le terre di Appiano Gentile.
Internamente, il palazzo ospita un grande scalone immerso nel contesto di uno spazio riccamente affrescato.

#### Altro
- Villa Adele[20], nel luogo detto "il Castello", attuale sede dell'amministrazione comunale.

### Aree naturali
- Parco della Pineta di Appiano Gentile e Tradate

## Società

### Evoluzione demografica

#### Demografia pre-unitaria
- 407 nel 1751[6]
- 446 nel 1771[7]
- 475 nel 1799[8]
- 495 nel 1805[8]
- 477 prima dell'annessione a Guanzate del 1809[8]
- 852 nel 1853[9]
- 893 nel 1859[21]

#### Demografia post-unitaria
Abitanti censiti

## Infrastrutture e trasporti
Attraversata dalla viabilità provinciale, fra il 1910 e il 1934 la località era servita da una fermata posta lungo la Tranvia Como-Appiano Gentile-Mozzate.

### Esplicative
1. ↑  Per il dialetto comasco, si utilizza l'ortografia ticinese, introdotta a partire dal 1969 dall'associazione culturale "Famiglia Comasca" nei vocabolari, nei documenti e nella produzione letteraria.
2. ↑  Stemma della famiglia Marinoni: inquartato: nel 1° e 4° di rosso, alla croce di otto punte d'argento; nel 2° e 3° di verde, ad un levriero fermo d'argento, collarinato di rosso; con una riviera in fascia al naturale attraversante sull'inquartato.

### Bibliografiche
1. 1 2   Bilancio demografico mensile anno 2024 (dati provvisori), su demo.istat.it, ISTAT.
2. ↑   Classificazione sismica (XLS), su rischi.protezionecivile.gov.it.
3. ↑   Tabella dei gradi/giorno dei Comuni italiani raggruppati per Regione e Provincia (PDF), in Legge 26 agosto 1993, n. 412, allegato A, Agenzia nazionale per le nuove tecnologie, l'energia e lo sviluppo economico sostenibile, 1º marzo 2011,  p. 151. URL consultato il 25 aprile 2012 (archiviato dall'url originale il 1º gennaio 2017).
4. 1 2 3 4 5 6  Borghese, p. 278.
5. ↑  M. Colaone, Antiche fortificazioni della Pieve di Appiano - Terza parte, in Terra Insubre n. 65, 2013, Varese, p. 79.
6. 1 2 3 4   Comune di Lurago Marinone, sec. XIV - 1757, su Istituzioni storiche – Lombardia Beni Culturali. URL consultato il 7 maggio 2020.
7. 1 2   Comune di Lurago Marinone, 1757 - 1797, su Istituzioni storiche – Lombardia Beni Culturali. URL consultato il 7 maggio 2020.
8. 1 2 3 4   Comune di Lurago Marinone, 1798 - 1809, su Istituzioni storiche – Lombardia Beni Culturali. URL consultato il 7 maggio 2020.
9. 1 2   Comune di Lurago Marinone, 1816 - 1859, su Istituzioni storiche – Lombardia Beni Culturali. URL consultato il 7 maggio 2020.
10. 1 2   Lurago Marinone, su Archivio Centrale dello Stato.
11. ↑   Chiesa di S. Giorgio, Via San Giorgio - Lurago Marinone (CO), su Architetture – Lombardia Beni Culturali. URL consultato il 7 maggio 2020.
12. 1 2   Chiesa di San Giorgio - - Lurago Marinone - Milano - elenco censimento chiese, su Le chiese delle diocesi italiane, Conferenza Episcopale Italiana. URL consultato il 23 marzo 2021.
13. 1 2 3   Ville, chiese, borghi e anche un centro spaziale: i tesori comaschi da scoprire con le Giornate Fai. Il 25 e 26 marzo, su ComoZero, 21 marzo 2023. URL consultato il 23 marzo 2023.
14. ↑   Oratorio della Beata Vergine Maria, Viale Venezia - Lurago Marinone (CO), su Architetture – Lombardia Beni Culturali. URL consultato il 7 maggio 2020.
15. 1 2 3  Langè, p. 292.
16. ↑   Villa Resta Litta, Via Carolina Litta Resta, 47,49 (P),51 - Lurago Marinone (CO), su Architetture – Lombardia Beni Culturali. URL consultato il 7 maggio 2020.
17. ↑  Langè, pp. 292-293.
18. ↑  Belloni et al., p. 248.
19. ↑   Villa Adele, Piazza Roma - Lurago Marinone (CO), su Architetture – Lombardia Beni Culturali. URL consultato il 7 maggio 2020.
20. ↑   Comune di Lurago Marinone, 1859 - [1971], su Istituzioni storiche – Lombardia Beni Culturali. URL consultato il 7 maggio 2020.
21. ↑  Statistiche I.Stat ISTAT  URL consultato in data 28-12-2012.
Nota bene: il dato del 2021 si riferisce al dato del censimento permanente al 31 dicembre di quell'anno. Fonte:  Popolazione residente per territorio - serie storica, su esploradati.censimentopopolazione.istat.it.
22. ↑  Francesco Ogliari, Como nella scienza e nei trasporti, TIBB, Edizione speciale fuori commercio, Milano, novembre 1987.